# Тьерри I (герцог Верхней Лотарингии)
Тьерри I (Дитрих I; фр. Thierry I, нем. Dietrich I; около 965—11 апреля 1026) — граф Бара и герцог Верхней Лотарингии с 978, сын Фридриха I, герцога Верхней Лотарингии, и Беатрисы Французской, дочери Гуго Великого, герцога Франции.

## Биография

### Правление
Точная дата рождения неизвестна, в исторических источниках упоминаний об этом не сохранилось. Предположительно, он родился от 962 до 972 года, или же около 965 года. На момент смерти его отца Фридриха в 978 году, он был несовершеннолетним, поэтому его мать, Беатриса Французская, сестра короля Франции Гуго Капета была регентом в Верхней Лотарингии и Баре до 987 года.
Тем временем Лотарингию решил завоевать король Франции Лотарь. В 983 году Лотарь вторгнулся в Верхнюю Лотарингию, но когда он дошел до Нёф-Бризаха, он встретил отпор швабских войск и был вынужден отступить.
В феврале 985 года Лотарь вновь вторгнулся в Лотарингию. Поддерживаемый своими союзниками, графом Блуа, Труа, Шартра и Мо Эдом I де Блуа и графом Мо Гербертом III де Труа, сыном Роберта I де Вермандуа, Лотарь захватил Верден, после чего вернулся в Лан, оставив в Вердене для управления им свою жену Эмму. После неудачной попытки захватить внезапной атакой хорошо укрепленный город, Лотарь осадил его, а в марте Верден открыл ворота перед Лотарем. Тем временем граф Вердена Годфрид I вступил в союз с Тьерри I, графом Зигфридом Люксембургским, вместе с одним из сыновей Фридрихом, двоюродным братом, а также с двумя племянниками — графом Ардена Гозелоном и его братом Бардоном, хитростью смогли захватить Верден, изгнав оттуда жену Лотаря и французский гарнизон. В ответ Лотарь опять двинул свою армию в Лотарингию и после осады в марте опять захватил Верден, пленив всех находившихся там графов, в том числе и Тьерри. В середине 985 года Тьерри был освобожден благодаря вмешательству его матери и дяди Гуго Капета. Однако уже через два года, в 987 году, сторонник Лотаря граф Вермандуа Герберт I захватил принадлежавший Тьерри замок Стене.
Как и другие правители Лотарингии XIII века, Тьерри был верным сторонником императоров Священной Римской империи из Саксонскоя династии. В 1011 году он поддержал императора Генриха II Святого в его войне с двоюродными братьями Тьерри из дома Вигерихидов, управлявших Люксембургом. В Гау-Одернхайме Тьерри попал в засаду, организованную графом Мозельгау Фридрихом Люксембургским, где был тяжело ранен. Он был доставлен пленным в Мец, но затем освобожден в обмен на других заложников. В 1018 году Тьерри был захвачен во время войн с Бургундией, победив при этом Эда II де Блуа, сына противника Тьерри Эда I.
В 1019 году Тьерри назначил своим соправителем в Лотарингии сына Фридриха II. В 1020 году он восстановил привилегии бенедиктинского монастыря Фульда. После смерти в 1024 году Генриха II, Тьерри выступил против нового императора Конрада II, а его сын Фридрих поднял восстание вместе с герцогом Швабии Эрнстом II против него. Вскоре Тьерри присоединился к сторонникам императора и присягнул ему на верность, тогда как Фридрих планировал новые восстания против него.
Традиционной датой смерти Тьеррь считается 14 апреля 1026 года. Однако существует другие гипотезы. По другой версии, он умер 2 января 1027 года. Э. Главичка считает, что он умер между 1028 и 1032. Точно не известно, кто умер раньше, Тьерри или его сын Фридрих II. Предположительно, последний скончался в мае 1026 года, однако также это могло произойти и на год позднее. Поэтому иногда следующим герцогом Верхней Лотарингии считается внук Тьерри Фридрих III.

### Брак и дети
Жена: с 998 года или ранее — Ришильда, дочь графа Блейсгау, Люневиля и графа-палатина Меца Фольмара III фон Блейсгау. Дети:
- Фридрих II (ок. 995—3 мая 1026/1027) — граф Бара и герцог Верхней Лотарингии с 1019 года
- Адальберон (ок.1000—1006)
- Адела; муж: граф Арлона Валеран I (умер ранее 1032).